# What a beautiful memory 〜forever you〜
『What a beautiful memory 〜forever you〜』（ワット・ア・ビューティフル・メモリー・フォーエバー・ユー）は、日本の音楽ユニット・ZARDの6作目の映像作品。

## 概要
- 2011年に行われたデビュー20周年を記念して行われた追悼ライブ「What a beautiful memory〜forever you〜」の2011年5月27日の日本武道館の模様を収録したライブDVDである。
- ZARD初の2枚組で発売されたDVD作品であり、公演終了から2か月半というスピードリリースとなっている。
- ライブ全編をほぼ収録しているが、下記のように未収録となった楽曲もある。
- 実際の公演では、「Boy」と「IN MY ARMS TONIGHT」の間に「眠れない夜を抱いて」が、「あの微笑みを忘れないで」と「GOOD DAY」の間に「異邦人」が、「永遠」と「果てしない夢を」の間に「六本木心中」が演奏されているが[2]、本作には未収録となっている。「眠れない夜を抱いて」は、テレビ朝日の『ミュージックステーション』出演時の映像を、3回に亘る孝弘が所属するB'zは、大きな範囲では同じビーイングであるが、B-Gram RECORDSとVERMILLION RECORDSと互いに所属レーベルが異なるため、商品化にはVERMILLION側の許諾が必要であるという背景がある。[3]、「六本木心中」は、ZARDとしてデビューする前に録音されていた音源であり[4]、また流された映像が本名の蒲池幸子としてカラオケビデオに出演していた時の映像で、肖像権の関係で[5]、それぞれ未収録となった。

## 収録曲

### DISK.1
1. Good-bye My Loneliness
2009年の追悼ライブに続いての披露で初のオープニングナンバー。従来のビデオクリップの映像にかけられていた映像効果が外され、本来の撮影状態で全編岩井俊二監督撮影の映像にて披露された。2番はカットされ演奏された。
2. 不思議ね…
従来のビデオクリップでの歌唱映像に加え、自転車に乗っているシーンなどに掛けられていた映像効果を外し、初公開のカットも加えた形で披露された。1番サビまでの演奏。
3. もう探さない
ライブ初披露。従来のビデオクリップの歌唱映像と、ライブ形式で撮影された歌唱映像の混合で披露された。1番サビまでの演奏。
4. Boy
完全初公開映像。青白い照明の下で、上下に青いジージャンとジーンズを着用して歌う様子が公開された。1番サビまでの演奏。
5. IN MY ARMS TONIGHT
かつて追悼ライブで公開された歌唱映像に、ほぼ初公開のアップで白い照明の下で歌う映像が初公開された。1992年の発売当時には撮影されており、1992年の「突然バラエティー速報!!COUNT DOWN100」ランクイン時のPVとしても一部分が流れていたが、長年お蔵入りの状態だった歌唱映像。1番サビまでの演奏。
6. あの微笑みを忘れないで
過去の追悼ライブで使用されていた歌唱映像と、初公開の映像との混合で披露された。
7. GOOD DAY
一人目のゲストである作曲者の綿貫正顕が登場し、坂井泉水や曲に対するコメントなどを披露したあと、演奏で参加。アルバム『永遠』のアルバムバージョンで演奏された。綿貫が演奏時に使用したギターはアルバム「永遠」でのレコーディング時にも使用した「Virgo 29 Freated Guitar」[6]。PVではかつて「この涙 星になれ」でPVとして使用されていた、黒いコートで海外の地下鉄を歩いたりする映像の未公開カットが使用された。
8. あなたと共に生きてゆく
ライブでは初演奏。「Soffio di vento」のPVとして使用されていた、ブルーのTシャツで歩く様子を撮影した映像の未公開カットが使用された。2番のAメロ・Bメロはカットされ演奏された。
9. 君がいたから
2人目のゲストの元FIELD OF VIEWの浅岡雄也が2番から登場し、メイン歌唱とコーラスで参加。2番のAメロ・BメロはFIELD OF VIEWバージョンのキーで演奏、披露された。2番のサビはカットされ演奏された。
10. 突然
前述の「IN MY ARMS TONIGHT」と同様の白いシャツでアップで歌唱する初公開映像が混合で使用された。演奏は1番のみ。
11. DAN DAN 心魅かれてく
直接の歌唱映像ではないが、公衆電話で電話する様子などの初公開映像を使用し演奏された。後にZARD公式YouTubeチャンネルなどでPVの撮影場所が麻布十番であった事が公開された[7]。1番までの披露で終了しこの曲まで浅岡はコーラスで参加。
12. 風が通り抜ける街へ
ライブでは初披露。3人目のゲストの徳永暁人が登場。PVで使用されていた映像と、初公開カット、TVスポットで使用されていたジョギングをする映像との混合で披露された。2番とサビの一部はカットされ演奏された。
13. 今日はゆっくり話そう
ライブでは初披露。PVでの歌唱映像をそのまま使用。演奏は1番のみ。
14. 永遠
今まで使用されていたPVだけではなく、アルバム『永遠』のTVスポットで使用されていた映像の未公開カットが使用された。2番はカットされ演奏された。
15. 果てしない夢を
ライブでは初演奏。PVとして使用されていた映像と、坂井泉水本人が当該曲を歌唱する初公開映像との混合で披露された。長嶋茂雄監督と坂井泉水がレコーディングを行っている様子を捉えたカットも収録されている(ただし当時WANDSの上杉昇も同じ場面に映っているが、当作品では編集でカットされている)。冒頭では、インストゥルメンタル演奏で参加バンドメンバーの紹介も行われた。
16. あなたを感じていたい
追悼ライブでは初収録。発売当時は未公開で、2001年の『ZARD BLEND II 〜LEAF&SNOW〜』発売時に一部が初公開されていた歌唱映像が初めて長尺で披露された。2番はカットされ演奏された。
17. 世界はきっと未来の中
演奏は1番のみ。
18. この愛に泳ぎ疲れても
『ミュージックステーション』のスタッフにより撮影された初公開の歌唱映像が使用された。1番は冒頭のサビの部分のみで省略され、テンポがアップする2番Aメロから再び演奏された。
19. My Baby Grand 〜ぬくもりが欲しくて〜
2番と大サビの一部はカットされ演奏された。
20. So Together
ライブでも初披露で、完全初公開映像。「好きなように踊りたいの」などと同じ衣装を着用し歌唱している映像が公開された。2番はカットされ演奏された。
21. Just believe in love
ライブ初披露。冒頭はバンドマスターの大賀好修のギターソロで始まり、本編のPVへ移行する。歌唱映像は初公開。アルバム『forever you』の収録曲「ハイヒール脱ぎ捨てて」「I'm in love」「瞳そらさないで」などと同様に、大阪のGrand Cafeで撮影されている。演出として、観客にペンライトが配られた。
22. かけがえのないもの
4人目のゲストの大野愛果が登場し、コーラスで参加。2番のみの演奏。
23. きっと忘れない
過去に使用されたPVと、シングルジャケット撮影時の未公開映像が使用された。1番のサビ、2番のAメロ・Bメロはカットされ演奏された。
24. もう少し あと少し…
完全初公開のミュージックステーションのスタッフにより撮影された歌唱映像が使用された。2番のみの演奏。

### DISK.2
1. Don't you see!
最後のゲストの葉山たけしが登場し、演奏で参加。また、随所に1999年に行われた初の船上ライブでの歌唱映像が挿入されており、一部であるが、船上ライブの初商品化が実現している。
2. 君に逢いたくなったら…
2番はカットされ演奏された。
3. 夏を待つセイル(帆)のように
ライブ初披露。直接の歌唱映像は披露されなかったが、初公開の映像が使用された。演奏は2番のみ。
4. 心を開いて
5. 来年の夏も
初公開映像。『ミュージックステーション』のスタッフで撮影された歌唱映像。2番のサビ、Cメロはカットされ演奏された。
6. Today is another day
7. こんなにそばに居るのに
レコーデイング時の歌唱映像は公開されていたが、本格的な歌唱映像は初公開。「Grand Cafe」で撮影されており、アルバム『forever you』のアルバムバージョンで演奏された[8]。
8. 君がいない
9. マイ フレンド
本編はここまで。
10. forever you
ここからアンコール。
11. 揺れる想い
12. 負けないで
今回のライブで初めて日本青年館で収録されたフル歌唱映像が解禁された。